# Франсуа Поль де Лизола
Франсуа Поль де Лизола (фр. François-Paul de Lisola, нем. Franz von Lisola) (22 августа 1613 года, Сален-ле-Бен — 19 декабря 1674 года, Вена) — австрийский дипломат XVII века, барон Священной Римской империи.

## Биография
Родился 22 августа 1613 года в семье сеньора де Тис Жерома де Лизолы и Сюзанны Реси. Его отец родился в Лионе, который в дальнейшем покинул и поселился в Безансоне, где получил права гражданина 23 июня 1592 года, а в следующем году стал секретарём в суде архиепископа Безансона. В 1614 году он участвовал в аренде соляных заводов Салена. Его брат Жером де Лизола был каноником собора Безансона.
Изучал право в Доле и получил докторскую степень. В 1636-1638 годах был вынужден уехать из Безансона и Франш-Конте, поступив на службу к императору Священной Римской империи Фердинанду III.
В 1639 году был назначен послом в Англию для переговоров с Карлом I о реставрации правителем Курпфальца Карла Людвига.
В 1646 году Лизола временно участвовал в переговорах, приведших к заключению Вестфальского мира, но был отозван из-за яростной антифранцузской позиции.
Во время Северной войны (1655-1660 год) в качестве посла при короле Швеции Карле Х был посредником при заключении Оливского мира между Швецией, империей и Речью Посполитой, добился большого успеха в переговорах между Леопольдом I и курфюрстом Брандербурга и герцогом Пруссии Фридрихом Вильгельмом I. За это в 1659 году был пожалован императором титулом фрайгерра.
Сыграл важную роль в организации в 1666 году брака Леопольда с испанской инфантой Маргаритой Терезой .
Вместе с английским послом Уильямом Темплом сыграл ключевую роль в создании Тройственного союза 1668 года между Англией, Голландской республикой и Швецией.
Он также написал множество памфлетов, критикующих Францию и Людовика XIV, обвинявших последнего в намерении стать доминирующей силой в Европе и установить универсальную монархию. Самая известная работа — вышедший в 1667 году памфлет Защитник государства и справедливости (фр. Bouclier d'Etat et de Justice, англ. The Buckler of state and justice against the design manifestly discovered of the universal monarchy, under the vain pretext of the queen of France her pretensions)

## Наследие
После франко-прусской войны германские историки заинтересовались фигурой дипломата.

## Семья
Был женат на дочери придворного музыканта Сесилии Лизоле.
Дочь — Элеонора де Лизола, вышла замуж в 1667 году за барона Пелленберга и Спранга Жака Корнеля ван Виссенкерке.

## Публикации
Неясно, сколько произведений, приписываемых Лизоле, на самом деле были написаны им. Пьер Бейль заметил в 1675 году, что многие клеветники дипломата публиковались под его именем.
Ему приписывают следующие работы:
- Discours funebre sur la mort de la serenissime Princesse Isabelle Clere Eugenie infante d’Espagne, par Denys Couche, Besançon, 1634 год.
- Bovclier D’Estat Et De Justice contre le dessein manifestement découvert de la Monarchie Universelle, sous le vain prétexte des prétentions de la reyne de France, Bruxelles, 1667 год.
- Remarques sur le procédé de la France, touchant la négociation de la paix, 1668 год.
- Suite des fausses démarches de la France sur la négociation de la paix, 1668 год.
- Conference sur les interests de l’estat present de l’Angleterre, touchant les desseins de la France, 1668 год.
- Lettre d’un gentilhomme ligeois, envoyée à l’autheur des remarques, qui servent de réponse à deux escrits imprimez à Bruxelles, contre les droits de la reyne sur le Brabant, Chez Clément Toussaint, Liège, 1668 год.
- La France démasquée ou ses irregularitez dans sa conduite, et maximes, 1670 год.
- Discours touchant les prétentions de la France sur les places de Condé, Linch, etc. en vertu du traité d’Aix-la-Chapelle, avec la continuation d’encore un an, chez Jean Laurent, La Haye, 1671 год.
- Suite du dialogue sur les droits de la reyne très-chréstienne par où se découvre la vanité des prétentions de la France sur les Pays-Bas, & Comté de Bourgogne, 1671 год.
- Conférence infructueuse de Windischgrätz, ou violence de la France à obtenir la Lorraine avec ce qui s’est passé là-dessus de plus remarquable, chez Louis François, Charleville, 1671 год.
- Le Politique du temps ou le Conseil fidelle sur les mouvemens de la France, tiré des événemens passez pour servir d’instruction à la Triple Ligue, Charleville, 1671 год.
- Traité politique sur les mouvemens presens de l’Angleterre contre ses interests, & maximes fondamentales, chez Henry Thomas, Ville-Franche, 1671 год.
- Eclaircissements sur les affaires de Lorraine pour tous les princes chrestiens, chez Martin Fredrick, 1671 год.
- Lettres et autres pièces curieuses sur les affaires du temps, rédigées par Lisola, Crampricht et Maximilien-Henri, édité par le marquis de Grana, Amsterdam en 1672 год.
- Le dénouëment des intrigues du temps, par la responce au livret intitulé, Lettres Lettres et autres pièces curieuses sur les affaires du temps fait par S.I.P.P.B., 1672 год.
- Mémoire du roi Très Chrétien à l’abbé de Gravel, envoyé par Sa Mté, avec la dépêche, en date du camp de Maeschtricht 18 juin 1673, avec la lettre d’un Conseiller d’Estat d’un prince de l’Empire, escrite à ce sujet au député de son maître à la diète de Ratisbonne, 1673 год.
- Considerations politiques au sujet de la guerre presente entre la France et la Hollande, à Amsterdam, 1673 год.
- Remarques sur le discours du commandeur de Gremonville, fait au Conseil d’Estat de sa Majesté Impériale, chez Arnout Leere, le fils, 1673 год.
- Appel de l’Angleterre touchant la secrete Cabale ou Assemblée à Withael à & envers Le Grand Conseil de la Nation se trouvant la Noblesse & la Communeauté assemblée fait en Anglais par un zélateur véritable de sa patrie, chès la vefve de fey Ioseph Bruyninck, Amsterdam, 1673 год.
- La Sauce au verjus, Strasbourg, 1674 год.
- Le Politique du temps [par F.-P. de Lisola], avec les remarques nécessaires à sa parfaite intelligence, et une dissertation historique et politique sur l’estat présent de la chrétienté, à quoy on a joint une table des remarques, très curieuse et très commode pour trouver les belles matières qu’elles contiennent, La Haye, 1674 год.
- L’apologiste réfuté, ou, réponse aux calomnies de Certain prétendant justifier les guerres de France contre les mouvemens et la justice des armes de S.M. Impériale, Martin Lambert, Cologne 1674 год.
- L’orateur françois ou Harangue de Monsieur l’archevesque d’Ambrun interprétée par les évènements de notre temps et l’estat des affaires présentes, chez Lambert Chocquier, Liège 1674 год.
- Requeste de Monsieur le baron de Lisola. Présentée à l’Empereur le 4. octobre 1674 год.
- À Son Altesse Monseigneur le Prince d’Osnabrug, 1674 год.
- Détention de Guillaume, prince de Furstenberg, nécessaire pour maintenir l’autorité de l’Empereur, la tranquillité de l’Empire et pour procurer une paix juste, utile et nécessaire, 1675 год.
- Entretiens sur les affaires du temps, Strasbourg, 1674 год.